# Faeton żółtodzioby
Faeton żółtodzioby (Phaethon lepturus) – gatunek ptaka z rodziny faetonów (Phaethontidae) występujący w strefie tropikalnej i subtropikalnej na całym świecie. Nie jest zagrożony.

## Taksonomia
Po raz pierwszy gatunek opisał François Marie Daudin w 1802. Przydzielił mu nazwę Phaëton lepturus. Holotyp pochodził z Mauritiusu. Obecnie IOC umieszcza gatunek w rodzaju Phaethon, wyróżniając 6 podgatunków. Taką samą ich liczbę uznają autorzy HBW. Część podgatunków może być uznana jedynie za odmiany barwne; osobniki podgatunku catesbyi wyróżniają się pomarańczowym dziobem, ograniczoną ilością białego na czubku skrzydła, różnicami w głosie u dorosłych i bardziej jednolitym ubarwieniem u młodych.

## Podgatunki i zasięg występowania
IOC wyróżnia następujące podgatunki:
- P. l. catesbyi von Brandt, JF, 1838 – Karaiby i Bermudy
- P. l. ascensionis (Mathews, 1915) – wyspy centralnego i południowego Atlantyku[4]
- P. l. lepturus Daudin, 1802 – wyspy Oceanu Indyjskiego[6]
- P. l. europae Le Corre & Jouventin, 1999 – wyspa Europa (Kanał Mozambicki)
- P. l. fulvus von Brandt, JF, 1838 – Wyspa Bożego Narodzenia
- P. l. dorotheae Mathews, 1913 – wyspy zachodniego i centralnego Pacyfiku

## Morfologia

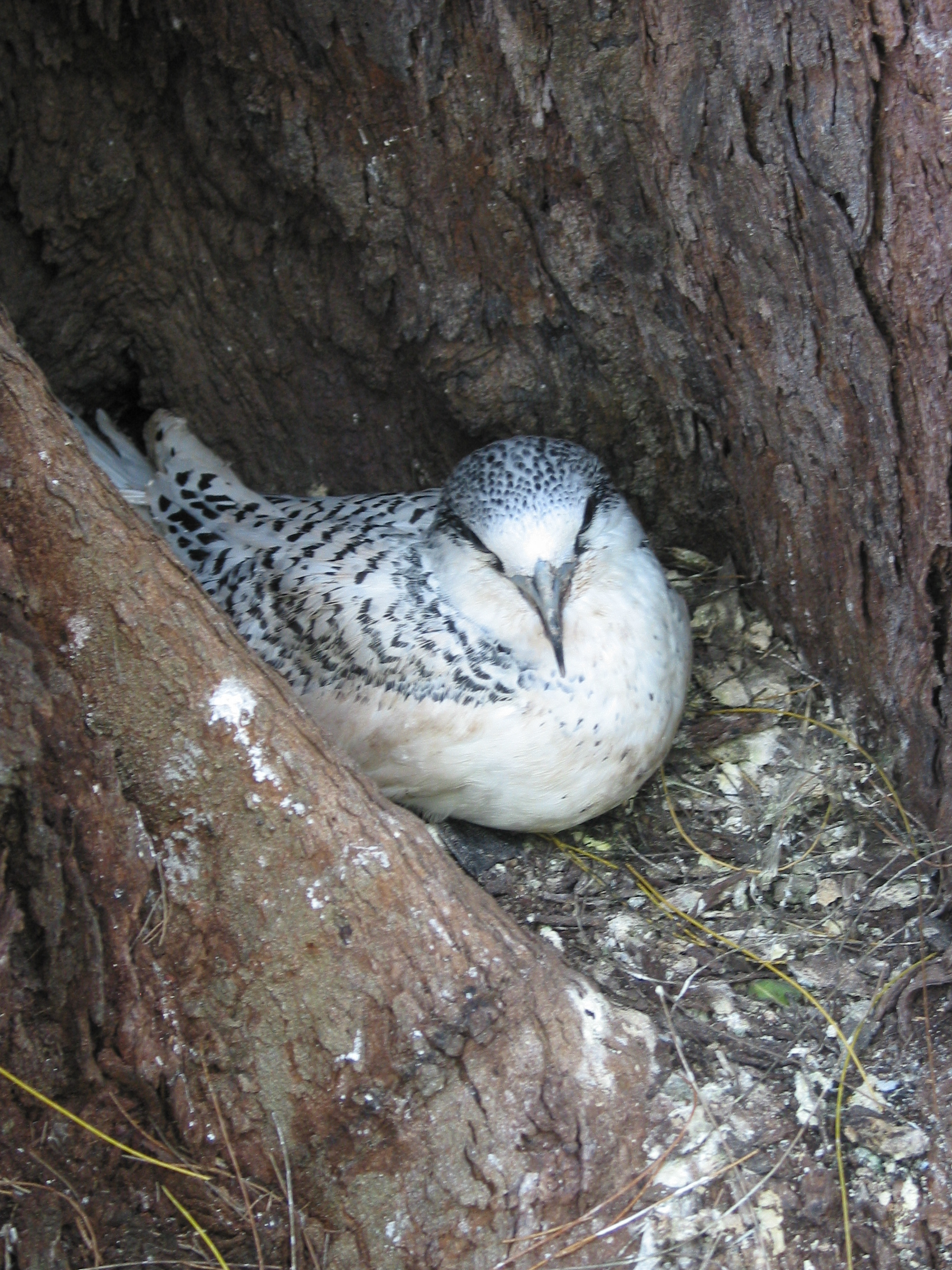
Osobnik młodociany. Wyspa Cousin

Całkowita długość ciała 70–82 cm (w tym 33–45 cm przypada na wydłużoną część sterówek), rozpiętość skrzydeł 90–95 cm, masa ciała 220–410 g. Upierzenie w większości białe. Na skrzydle występuje czarny, biegnący na ukos pas, kilka zewnętrznych lotek I rzędu czarne. Sterówki również białe, środkowe są wydłużone. Na głowie od kantarka za oko biegnie czarny pas. Dziób szpiczasty, żółtopomarańczowy; tęczówka brązowa; nogi i stopy ciemnoszare. U podgatunku P. l. fulvus występuje upierzenie o złotawym czy też morelowym odcieniu.

## Ekologia
Faeton żółtodzioby przeważnie przebywa na otwartym oceanie lub na morzu strefy podzwrotnikowej, poza lęgami na wyspy uczęszczając celem zdobycia pokarmu. Żywi się głównie rybami, kałamarnicami i krabami. Nurkuje podobnie jak głuptaki z wysokości do 20 m. Żeruje samotnie lub w parach. Podczas sezonu lęgowego ptaki obu płci biorą udział w zalotach. Obejmują one równoległy lot (jeden ptak nad drugim) i jednoczesne wykonywanie akrobacji; ogon skierowany w dół może dotknąć lecącego w dole ptaka. Akrobacje obejmują płytkie ślizgi i lecenie zygzakiem.

### Lęgi

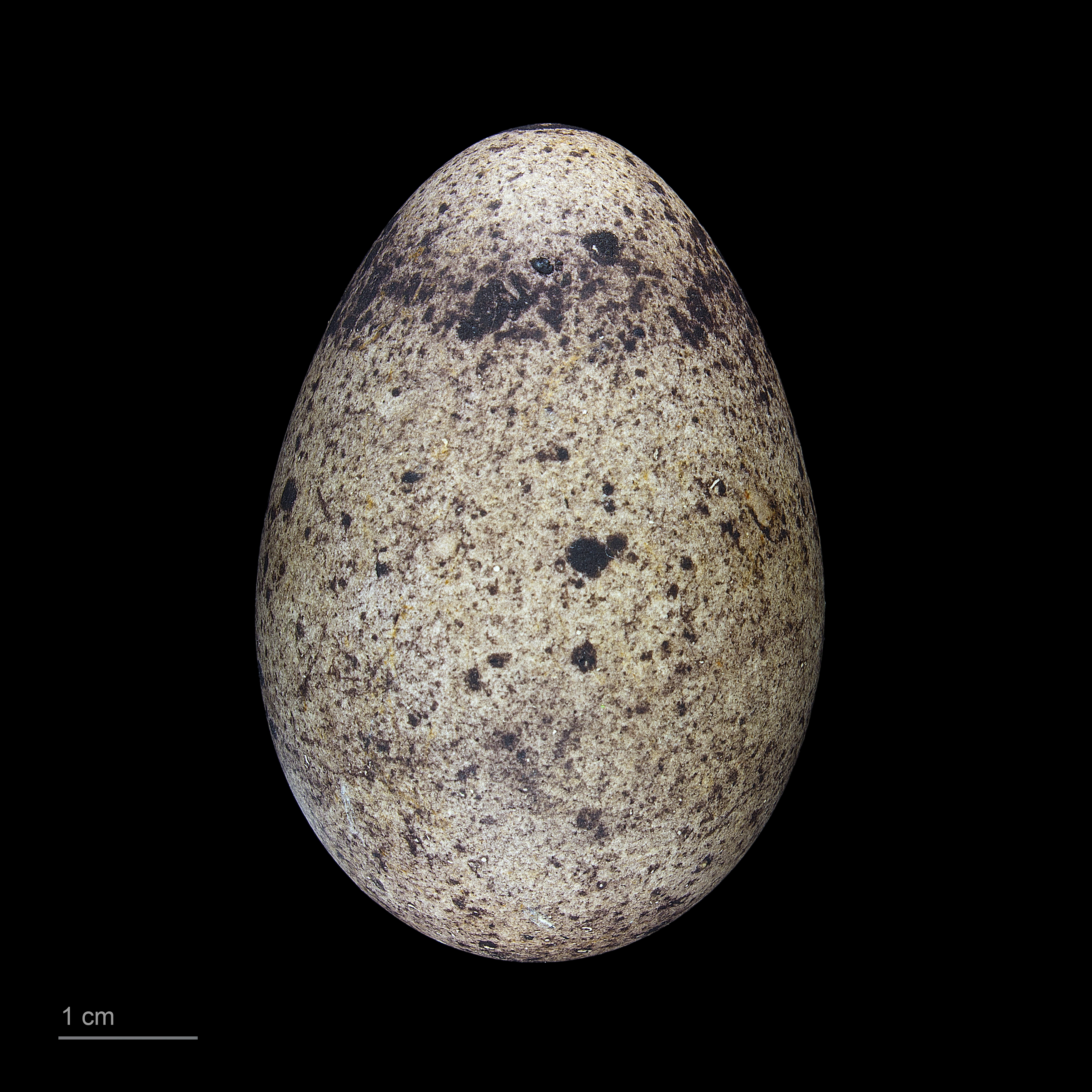
Jajo z kolekcji muzealnej

Przedstawiciele P. lepturus mogą gniazdować cały rok. Gniazdują na klifach, tworząc luźne kolonie. Gniazdo mieści się w szczelinie skalnej, pod krawędzią skały lub w wydrapanym dołku pod osłoną, niekiedy w rozwidleniu gałęzi. Często miejsce na gniazdo wybierane jest podczas lotów tokowych; kopulacja odbywa się w miejscu przeznaczonym na gniazdo bez poprzedzających ją rytuałów.
Ptaki tego gatunku są terytorialne, broniąc gniazda mogą zranić intruza. Zniesienie liczy jedno jajo. Inkubacja trwa 40 do 42 dni; partnerzy zmieniają się. Pisklę wykluwa się pokryte puchem i przez pierwsze kilka dni jest nieustannie chronione w gnieździe – potem może zostać zostawione na czas szukania dla niego pokarmu. Karmione jest zwróconym pokarmem. Po 70–85 dniach staje się w pełni opierzone i wkrótce po tym odbywa swój pierwszy w życiu lot. Po uzyskaniu zdolności lotu młode natychmiast usamodzielniają się i opuszczają okolice gniazda.

## Status zagrożenia
Przez IUCN gatunek uznawany jest jako najmniejszej troski (LC, Least Concern) niezmiennie od 1988. W 2019 organizacja Partners in Flight szacowała liczebność światowej populacji na poniżej 400 tysięcy dorosłych osobników, a jej trend oceniła jako umiarkowanie spadkowy ze względu na drapieżnictwo wprowadzonych gatunków. Faeton żółtodzioby występuje na ponad stu obszarach uznanych za ostoje ptaków IBA. Należy do nich m.in. indonezyjska wyspa Manuk, Boatswain Bird Island i Conception.